# Manchester Originals
Die Manchester Originals sind ein englisches Cricket-Franchise aus Manchester, das seit dem Jahr 2021 mit einem Männer- und einem Frauen-Team an The Hundred teilnimmt.

## Geschichte
Nach der Verkündung der teilnehmenden Teams an The Hundred im Jahr 2019 wurde der Australier Simon Katich als Coach des Männer-Teams vorgestellt. Als assoziiertes County wurde Lancashire bekanntgegeben, womit dieses Team das einzige ist, dass nur mit einem County assoziiert ist. In der ersten Saison verpassten beide Mannschaften den Einzug in die Playoffs. Im Jahr darauf konnte das Männer-Team, als Zweiter ins Halbfinale einzuziehen, wo man mit 5 Wickets gegen London Spirit gewann. Im Finale verlor man daraufhin mit 2 Wickets gegen die Trent Rockets. In der Saison 2023 konnte man erneut das Halbfinale erreichen und gewann dort mit 7 Wickets gegen Southern Brave. Im Finale scheiterte das Männer-Team dann an den Oval Invincibles mit 14 Runs. In der Saison 2024 scheiterten abermals beide Teams in der Vorrunde.

## Abschneiden in The Hundred

### Frauen
Das Frauen-Team schnitt in The Hundred wie folgt ab:
| Jahr | Spiele | Siege | Niederlagen | No Result | Endplatzierung (Vorrunde) |
| ---- | ------ | ----- | ----------- | --------- | ------------------------- |
| 2021 | 8      | 3     | 4           | 1         | Vorrunde (5/8)            |
| 2022 | 6      | 2     | 4           | 0         | Vorrunde (6/8)            |
| 2023 | 8      | 2     | 4           | 2         | Vorrunde (7/8)            |
| 2024 | 8      | 3     | 4           | 0         | Vorrunde (6/8)            |

### Männer
Das Männer-Team schnitt in The Hundred wie folgt ab:
| Jahr | Spiele | Siege | Niederlagen | No Result | Endplatzierung (Vorrunde) |
| ---- | ------ | ----- | ----------- | --------- | ------------------------- |
| 2021 | 8      | 2     | 4           | 2         | Vorrunde (6/8)            |
| 2022 | 8      | 5     | 3           | 0         | Zweiter (2/8)             |
| 2023 | 8      | 4     | 3           | 1         | Zweiter (2/8)             |
| 2024 | 8      | 1     | 7           | 0         | Vorrunde (7/8)            |